# Sybrohyagnis congoensis
Sybrohyagnis congoensis là một loài bọ cánh cứng trong họ Cerambycidae.